# Angelo Bardi
Pour les articles homonymes, voir Bardi (homonymie).
Angelo Bardi, né le 23 avril 1935 est un acteur et metteur en scène français.

## Biographie
Il débute comme comédien en 1958 au Palais de Chaillot et au Théâtre National Populaire sous la direction de Jean Vilar. Il a fait ses débuts au cinéma en 1964 dans un rôle principal dans la comédie "Rien ne va plus". Avec sa stature dodue, il jouait généralement des citoyens ou des serviteurs heureux. Dans Benjamin ou les Mémoires d'un puceau, il a joué Basile. Angelo Bardi est devenu populaire principalement à la télévision : en 1973, il a joué Nicia, le mari cornu de Claude Jade dans La Mandragore. Son rôle le plus populaire est son Planchet aux côtés de Nicolas Silberg dans D'Artagnan amoureux (1977).

## Filmographie partielle

### Cinéma
- 1965 : Moi et les hommes de quarante ans de Jacques Pinoteau : le chauffeur de Dumourier
- 1968 : Benjamin ou les Mémoires d'un puceau de Michel Deville : Basile
- 1970 : Les Novices de Guy Casaril : le client du village
- 1978 : L'Amour en question de André Cayatte : Angelo, le coiffeur

### Télévision
- 1965 : Dom Juan ou le Festin de pierre, téléfilm de Marcel Bluwal : Pierrot
- 1965 : Quelle famille ! (feuilleton télévisé)
- 1967 : Le Chevalier Tempête (feuilleton télévisé) - 12 épisodes : Bodinelli
- 1968 : Thibaud ou les Croisades (feuilleton télévisé) : Douglas
- 1969 : Que ferait donc Faber ? (mini-série) réal. par  Dolorès Grassian
- 1970 : Noële aux quatre vents (feuilleton télévisé) : Ugo Peretti
- 1971 : Ubu enchaîné, téléfilm de Jean-Christophe Averty : Pissedoux
- 1971 : La Dame de Monsoreau (mini-série) : Gorenflot
- 1971 : Shéhérazade : le chef des eunuques
- 1971 : Le Voyageur des siècles (mini-série en 4 ép.) : le patron du garni
  - épisode 2 : L'album de famille
  - épisode 3 : Le grain de sable
- 1972 : La Mandragore, téléfilm de Philippe Arnal
- 1973 : Maître Zacharius, téléfilm de Pierre Bureau :  l'aubergiste
- 1973 : Pour Vermeer de Jacques Pierre
- 1975 : Messieurs les jurés : L'Affaire Lambert d'André Michel
- 1976 : Le Jeune Homme et le Lion, téléfilm de Jean Delannoy
- 1977 : Recherche dans l'intérêt des familles de Philippe Arnal
- 1977 : D'Artagnan amoureux (mini-série) : Planchet
- 1977 : Allez la rafale! (mini-série) : Abbé Carçabal
- 1981 : Salut champion - 13 épisodes : Syndicat

Au théâtre ce soir
- 1966 :  La Grande Oreille de Pierre-Aristide Bréal, mise en scène Jacques Fabbri, réalisation Georges Folgoas, théâtre Marigny : le charlatan
- 1970 :  Les Joyeuses Commères de Windsor de William Shakespeare, mise en scène Jacques Fabbri, réalisation Pierre Sabbagh, théâtre Marigny : Simple
- 1976 : Un mois à la campagne d'Ivan Tourgueniev, mise en scène Jean Meyer, réalisation Pierre Sabbagh, Théâtre Édouard VII : Bolchinntsov
- 1978 : Les Pavés du ciel d'Albert Husson, mise en scène Claude Nicot, réalisation Pierre Sabbagh, Théâtre Marigny : L'inspecteur
- 1979 : Le Bon débarras de Pierre Barillet & Jean-Pierre Grédy, mise en scène Jacques Ardouin, réalisation Pierre Sabbagh, théâtre Marigny : Le psychiatre
- 1981 : Mort ou vif de Max Régnier, mise en scène Christian Duroc, réalisation Pierre Sabbagh, Théâtre Marigny : Étienne Martineau
- 1982 : Et ta sœur ? de Jean-Jacques Bricaire et Maurice Lasaygues, mise en scène Robert Manuel, réalisation Pierre Sabbagh, théâtre Marigny : Maxime

## Doublage
Film d'animation
- 1976 : La Flûte à six schtroumpfs : Le marchand

## Théâtre
- 1958 : Ubu d'Alfred Jarry, mise en scène de Jean Vilar
- 1959 : La Mort de Danton de Georg Büchner, mise en scène de Jean Vilar
- 1959 : Les Précieuses ridicules de Molière, mise en scène de Yves Gasc
- 1960 : L'Avare de Molière, mise en scène de Guy Rétoré
- 1960 : La Résistible Ascension d'Arturo Ui de Bertolt Brecht, mise en scène de Jean Vilar
- 1961 : La Jument du roi de Jean Canolle, mise en scène de Jacques Fabbri
- 1961 : Brouhaha de George Tabori, mise en scène de Jacques Fabbri
- 1961 : Les Joyeuses Commères de Windsor d'après William Shakespeare, mise en scène de Guy Lauzin
- 1962 : Les Bois du colonel de Claude Des Presles, mise en scène d'Angelo Bardi
- 1962 : La Grande Oreille de Pierre-Aristide Bréal, mise en scène de Jacques Fabbri
- 1964 : Chat en poche de Georges Feydeau, mise en scène de Jean-Laurent Cochet
- 1964 : La Fausse Suivante de Marivaux, mise en scène de Roger Mollien - Théâtre national populaire (Villeurbanne)
- 1967 : Le Plus Heureux des trois d'Eugène Labiche, mise en scène d'Yves Gasc
- 1967 : Le Babour de Félicien Marceau, mise en scène d' André Barsacq
- 1969 : Mathieu Legros de Jean-Claude Grumberg, mise en scène de Jean-Paul Cisife
- 1971 : Rintru pa trou tar hin! de François Billetdoux, mise en scène de Serge Peyrat
- 1971 : La guerre de Troie n'aura pas lieu de Jean Giraudoux, mise en scène de Jean Mercure
- 1971 : La Maison de Zaza de Gaby Bruyère, mise en scène de Robert Manuel
- 1972 : Madame Pauline d'après Gaby Bruyère, mise en scène de Darry Cowl
- 1973 : Le Jeu de l'amour et du hasard  de Marivaux, mise en scène de Jean Meyer
- 1974 : La Chasse au Dahut  de Franck Hamon, mise en scène de Nicole Anouilh
- 1974 : Colombe  de Jean Anouilh, mise en scène de Jean Anouilh
- 1977 : Un mois à la campagne  d' Ivan Tourgueniev, mise en scène de Jean Meyer
- 1977 : Au plaisir, Madame  de Philippe Bouvard, mise en scène de Jean-Marie Rivière
- 1981 : Et ta sœur de Jean-Jacques Bricaire et Maurice Lasaygues, mise en scène de Robert Manuel
- 1983 : Le Maître et Marguerite, adaptation de Jean-Claude Carrière, Andreï Serban et Jean-Claude van Itallie, mise en scène de Andreï Serban
- 1983 : L'Art de la comédie d'Eduardo De Filippo, mise en scène de Jean Mercure
- 1984 : La Lamentable et Véridique Histoire d'Arden de Faversham, adaptation de Marie-France Ionesco et Lucian Pintilie, mise en scène de Lucian Pintilie
- 1985 : Le Menteur et la Suite du menteur d'après Pierre Corneille, adaptation et mise en scène de Françoise Seigner
- 1985 : Volpone de Jules Romains, mise en scène de Jean Mercure
- 1986 : De doux dingues de Michel André d'après Joseph Carole, mise en scène de Jean Le Poulain
- 1988 : Un Chapeau de paille d'Italie d' Eugène Labiche, mise en scène de Jean-Paul Lucet
- 1988 : L'École des femmes de Molière, mise en scène de Marcel Maréchal
- 1990 : Cripure de Louis Guilloux, mise en scène de Marcel Maréchal
- 1991 : La Dame de chez Maxim de Georges Feydeau, mise en scène de Bernard Murat
- 1992 : Filumena Marturano de Eduardo De Filippo, mise en scène de Marcel Maréchal
- 1996 : Panique au Plazza de Ray Cooney, adaptation par Christian Clavier et Jean-Marie Poiré, mise en scène de Pierre Mondy - Théâtre Marigny (Paris)
- 1999 : Falstafe de Valère Novarina, mise en scène de Marcel Maréchal
- 1999 : Les Trois Mousquetaires de François Bourgeat, Pierre Laville et Marcel Maréchal, d'après Alexandre Dumas, mise en scène de Marcel Maréchal